# Les Gars'pilleurs
 (janvier 2024).
Les Gars'pilleurs est un collectif lyonnais centré sur le freeganisme, créé en 2013.

## Histoire
Le collectif est créé en 2013 à Lyon,.

## Fonctionnement
Les membres du collectif fouillent souvent les poubelles des supermarchés, principalement la nuit, en évitant de faire du bruit,,,. En plus de leur consommation personnelle, les membres de l'association distribuent gratuitement les produits encore comestibles qu'ils récupèrent.
Le collectif a notamment conçu une carte interactive de tous les supermarchés français où l'on peut facilement récupérer des produits dans leurs poubelles.
Les Gars'pilleurs agissent partout en France, bien que le collectif ait été fondé à Lyon.

## Identité visuelle

Évolution du logotype
Logotype à la genèse du collectif, entre 2013 et 2014.
Logotype depuis 2014.